# Ga Gangmae
Ga Gangmae là ga đường sắt trên Tuyến Gyeongui. Nó đóng cửa vào tháng 7 năm 2009 và sẽ mở cửa lại vào tháng 12 năm 2014.

## Bố trí ga
| ↑ Haengsin                           |
| ４３ \| ２１ \|                      |
| Đại học Hàng không Vũ trụ Hàn Quốc ↓ |

| 1 | ● Tuyến Gyeongui–Jungang | → Hướng đi Đại học Hongik · Yongsan · Wangsimni · Jipyeong → |
| 2 | ● Tuyến Gyeongui–Jungang | → Hướng đi Susaek · Digital Media City · Sinchon · Seoul →   |
| 3 | ● Tuyến Gyeongui–Jungang | ← Hướng đi Haengsin · Daegok · Ilsan · Munsan                |
| 4 | ● Tuyến Gyeongui–Jungang | ← Hướng đi Haengsin · Daegok · Ilsan · Munsan                |